# Серкино (Челябинская область)
Серкино — деревня в составе Усть-Багарякского сельского поселения Кунашакского района Челябинской области.
Основана как выселок из деревни Утяшева (1742) и названа в честь сотника Серка Акмасагынова..

## География
Расположена в северной части района, на берегу озера Маян. Расстояние до Кунашака — 55 км.

## Население
| 2002 | 2010 |
| ---- | ---- |
| 219  | ↘212 |

(в 1956—338, в 1970—369, в 1995—272)

## Улицы
- Новая улица
- Центральная улица
- Школьная улица